# Greci, Campania
Greci este o comună din Greci este o comună în provincia Avellino, regiunea Campania în Italia. Ea se află amplasat în valea "Valle del Cervaro" la altitudinea de 823 m.

## Demografie
Greci - evoluția demografică

|  | Graficele sunt indisponibile din cauza unor probleme tehnice. Mai multe informații se găsesc la Phabricator și la wiki-ul MediaWiki. |

Date: Recensăminte sau birourile de statistică - grafică realizată de Wikipedia